# Franz Exner
 (mars 2012).
Si vous disposez d'ouvrages ou d'articles de référence ou si vous connaissez des sites web de qualité traitant du thème abordé ici, merci de compléter l'article en donnant les références utiles à sa vérifiabilité et en les liant à la section « Notes et références ».
Pour les articles homonymes, voir Exner.
Franz Exner (né le 9 août 1881 à Vienne, décédé le 1er octobre 1947 à Munich) est un criminologue et spécialiste de droit pénal germano-autrichien.

## Biographie
Exner est issu d'une famille d'enseignants. Son père, Adolf Exner, était professeur de droit, et la sœur de ce dernier, Marie Exner (mère du futur lauréat du prix Nobel de médecine Karl von Frisch) entretenait une forte amitié avec Gottfried Keller, nouvelliste et romancier suisse. Son grand-père, Franz Serafin Exner, était professeur de philosophie à Vienne, et instigateur de la réforme du système scolaire autrichien.

## Publications
- Die Ehrbeleidigung durch falsche Anzeige. In: Fünf strafrechtliche Abhandlungen. Carl Stooß gewidmet. Wien 1907, S. 58–75.
- Das Wesen der Fahrlässigkeit. Leipzig und Wien 1910.
- Was ist Kriminalpolitik? In: Österreichische Zeitschrift für Strafrecht. 30, 1912, S. 275–282.
- Die Theorie der Sicherungsmittel. Berlin 1914
- Die Kriminalpolitik des schweizerischen Strafgesetzentwurfes. In: Schweizerische Zeitschrift für Strafrecht. 30, 1917, S. 189–201.
- Gesellschaftliche und staatliche Strafjustiz. In: Zeitschrift für die gesamte Strafrechtswissenschaft. 40, 1919, S. 1–29.
- Über Gerechtigkeit im Strafmaß. Tübingen 1920.
- Die bessernden und sichernden Maßregeln im deutschen Entwurf von 1919 unter Mitberücksichtigung des schweizerischen Entwurfs von 1918. In: Schweizerische Zeitschrift für Strafrecht. 34, 1921, S. 183–198.
- Gerechtigkeit und Richteramt. Leipzig 1922.
- Die psychologische Einteilung der Verbrecher. In: Schweizerische Zeitschrift für Strafrecht. 38, 1925, S. 1–22.
- Krieg und Kriminalität. Leipzig 1926.
- Zur Praxis der Strafzumessung. In: Monatsschrift für Kriminalpsychologie und Strafrechtsreform. 17, 1926, S. 365–374.
- Krieg und Kriminalität in Österreich. Wien 1927.
- Der Vollzug der bessernden und sichernden Maßnahmen. In: Lothar Frede, Max Grünhut (Hrsg.): Reform des Strafvollzugs. Kritische Beiträge zu dem Amtlichen Entwurf eines Strafvollzugsgesetzes. Berlin, Leipzig 1927.
- Strafrecht und Moral. In: 44. Jahrbuch der Gefängnisgesellschaft der Provinz Sachsen und Anhalt. 1928, S. 19–44.
- Mord und Todesstrafe in Sachsen 1855–1927. In: Monatsschrift für Kriminalpsychologie und Strafrechtsreform. 20, 1929, S. 1–17.
- Das Borstal-System. In: Monatsschrift für Kriminalpsychologie und Strafrechtsreform. 21, 1930, S. 473–480.
- Referat: Die Bekämpfung des Berufsverbrechertums. In: Mitteilungen der Internationalen Kriminalistischen Vereinigung, Neue Folge. 5, 1931, S. 34–56.
- Zur klinischen Methode im kriminalwissenschaftlichen Unterricht. In: Monatsschrift für Kriminalpsychologie und Strafrechtsreform. 22, 1931, S. 613–616.
- Studien über die Strafzumessungspraxis der deutschen Gerichte. Leipzig 1931.
- Die Reichskriminalstatistik für 1930. In: Monatsschrift für Kriminalpsychologie und Strafrechtsreform. 24, 1933, S. 424–426.
- Development of the Administration of Criminal Justice in Germany. In: Journal of Criminal Law and Criminology. 24, 1933/1934, S. 248–259.
- Amerikanische Strafgesetzgebung gegen das Gewohnheitsverbrechertum. In: Monatsschrift für Kriminalpsychologie und Strafrechtsreform. 25, 1934, S. 436–440.
- Das System der sichernden und bessernden Maßnahmen nach dem Gesetz vom 24. November 1933. In: Zeitschrift für die gesamte Strafrechtswissenschaft. 53, 1934, S. 629–655.
- Richter, Staatsanwalt und Beschuldigter im Strafprozeß des neuen Staates. In: Zeitschrift für die gesamte Strafrechtswissenschaft. 54, 1935, S. 1–14.
- Kriminalistischer Bericht über eine Reise nach Amerika. In: Zeitschrift für die gesamte Strafrechtswissenschaft. 54, 1935, S. 345–393 und S. 511–543.
- Kriminalsoziologie. In: A. Elster, H. Lingemann: Handwörterbuch der Kriminologie. Band 2. Berlin, Leipzig 1936, S. 10–26.
- Aufgaben der Kriminologie im neuen Reich. In: Monatsschrift für Kriminalpsychologie und Strafrechtsreform. 27, 1936, S. 3–16.
- Bemerkungen zu Stumpfl: Erbanlage und Verbrechen. Kriminalistische Bemerkungen. In: Monatsschrift für Kriminalpsychologie und Strafrechtsreform. 27, 1936, S. 336–339.
- mit Johannes Lange: Die beiden Grundprobleme der Kriminologie. In: Monatsschrift für Kriminalpsychologie und Strafrechtsreform. 27, 1936, S. 353–374.
- Über Rückfall-Prognosen. In: Monatsschrift für Kriminalpsychologie und Strafrechtsreform. 27, 1936, S. 401–409.
- Die Prognose bei Rückfalls-Verbrechern. In: Mitteilungen der Kriminalbiologischen Gesellschaft. 5, 1937, S. 43–54.
- Bemerkungen zu dem vorstehenden Aufsatz von Dr. H. Trunk über „Soziale Prognosen an Strafgefangenen“. In: Monatsschrift für Kriminalbiologie und Strafrechtsreform. 28, 1937, S. 227–230.
- Die Reichskriminalstatistik von 1934 und die Entwicklung der Kriminalität seit der nationalen Revolution. In: Monatsschrift für Kriminalbiologie und Strafrechtsreform. 29, 1938, S. 336–343.
- Die mittellosen Wanderer vor den Strafgerichten. In: Bayerischer Landesverband für Wanderdienst, München (Hrsg.): Der nichtseßhafte Mensch. Ein Beitrag zur Neugestaltung der Raum- und Menschenordnung im Großdeutschen Reich. München 1938, S. 89–95.
- Volkscharakter und Verbrechen. In: Monatsschrift für Kriminalbiologie und Strafrechtsreform. 29, 1939, S. 404–421.
- Gutachten zum Thema: Organisation der Verbrechensvorbeugung in den verschiedenen Ländern. In: Römischer Kongreß für Kriminologie. Berlin 1939, S. 303–308.
- Kriminalbiologie. Hamburg 1939. 2. Auflage 1944. 3. Auflage: Kriminologie. Berlin 1949.
- Die Verordnung zum Schutz gegen jugendliche Schwerverbrecher. In: Zeitschrift für die gesamte Strafrechtswissenschaft. 60, 1941, S. 335–353.
- Wie erkennt man den gefährlichen Gewohnheitsverbrecher? In: Deutsche Justiz. 11, 1943, S. 377–379.
- Sinnwandel in der neuesten Entwicklung der Strafe. In: Festschrift für Eduard Kohlrausch. 1944, S. 24–43.
- Strafverfahrensrecht. Berlin, Heidelberg 1947.

### Sur Franz Exner
- (de) Edmund Mezger, « Exner, Franz », dans Neue Deutsche Biographie (NDB), vol. 4, Berlin, Duncker & Humblot, 1959, p. 700 (original numérisé).
- Karl Peters: Franz Exner. In: Ferdinand Elsener (Hrsg.): Lebensbilder zur Geschichte der Tübinger Juristenfakultät. Tübingen 1977, S. 153–164.
- Ina Pfennig: Kriminalbiologie im Nationalsozialismus – Das Beispiel Franz Exner. In: Hermann Nehlsen, Georg Brun (Hrsg.): Münchner rechtshistorische Studien zum Nationalsozialismus. Frankfurt am Main, Berlin, Bern, New York, Paris, Wien 1996, S. 225–255.
- Sebastian Scheerer, Doris Lorenz: Zum 125. Geburtstag von Franz Exner (1881–1947). In: Monatsschrift für Kriminologie und Strafrechtsreform. 89, 2006, S. 436–454.
- Andrea Elisabeth Sebald: Der Kriminalbiologe Franz Exner (1881–1947): Gratwanderung eines Wissenschaftlers durch die Zeit des Nationalsozialismus. Frankfurt am Main 2008,  (ISBN 978-3-631-57975-6).
- Walter Fuchs: Franz Exner (1881–1947) und das Gemeinschaftsfremdengesetz: Zum Barbarisierungspotenzial moderner Kriminalwissenschaft. LIT, Berlin 2009,  (ISBN 978-3-8258-1990-3).
- Thorsten Kruwinnus: Das enge und das weite Verständnis der Kriminalsoziologie bei Franz Exner: Eine vergleichend-werkimmanente Vorstudie. LIT, Berlin 2009,  (ISBN 978-3-643-10162-4).

### Sur l'histoire de la criminologie et de l'histoire du droit pénal
- Eberhard Schmidt: Einführung in die Geschichte der deutschen Strafrechtspflege. 3. Auflage. Göttingen 1965.
- Franz Streng: Der Beitrag der Kriminologie zu Entstehung und Rechtfertigung staatlichen Unrechts im Dritten Reich. In: Monatsschrift für Kriminologie und Strafrechtsreform. 76, 1993, S. 141–168.
- Richard F. Wetzell: Inventing the Criminal. A History of German Criminology 1880–1945. Chapel Hill, London 2000.
- Imanuel Baumann: Dem Verbrechen auf der Spur, Eine Geschichte der Kriminologie und Kriminalpolitik in Deutschland 1880–1980. Göttingen 2006, insbesondere S. 55–113.